# 6708 Bobbievaile
6708 Bobbievaile è un asteroide della fascia principale. Scoperto nel 1989, presenta un'orbita caratterizzata da un semiasse maggiore pari a 2,4448102 au e da un'eccentricità di 0,1812399, inclinata di 12,07533° rispetto all'eclittica.
L'asteroide è dedicato alla fisica statunitense Roberta, detta Bobbie, Vaile.